# О, Доктор!
Ох, доктор! (англ. Oh Doctor!) — американская короткометражная комедия Роско Арбакла, вышедшая на экраны 30 сентября 1917 года, с Бастером Китоном в главной роли.

## Сюжет
Врач Холпок, его жена и сын находятся на лошадиных скачках. Врач флиртует с другой женщиной, в результате врач и парень незнакомки проигрывают все деньги, поставленные на одну и ту же лошадь, тем самым разочаровав обеих женщин. Холпок пытается придумать, как получить новых пациентов, а другой человек, как вернуть часть денег за счет врача.

## В ролях
- Роско (Толстяк) Арбакл — врач Толстяк Холпок
- Бастер Китон — младший Холпок
- Эл Сент-Джон — игрок
- Элис Манн — соблазнительница
- Элис Лейк — прислуга